# مرحلة المجموعات في دوري أبطال آسيا 2 2024–25
تُلعب مرحلة المجموعات من دوري أبطال آسيا الثاني للموسم 2024-2025 بدءًا من 17 سبتمبر وحتى 05 ديسمبر 2024. وسيتأهل أفضل فريقين من كل مجموعة إلى مرحلة خروج المغلوب.

## القرعة
جرت قرعة مرحلة المجموعات لدوري أبطال آسيا الثاني لموسم 2024-2025 يوم 16 أغسطس في فندق إنتركونتيننتال في كوالا لمبور. ، حيث وزع الإثنين والثلاثين فريقًا المشاركة إلى ثماني مجموعات، تتكون كل مجموعة من أربعة فرق:
- أربع مجموعات في منطقة الغرب (المجموعات أ-د)
- أربع مجموعات في منطقة الشرق (المجموعات هـ-ح).

صنفت الفرق في كل منطقة في أربعة مستويات وتم وضع الفرق داخل كل وعاء بناءً على تصنيف الاتحادالآسيوي ثم تصنيف الفريق داخل اتحاده المحلي. ولا يمكن أن يتم وضع فريقين من نفس الاتحاد في نفس المجموعة.
شارك في قرعة مرحلة المجموعات 32 فريقًا، بما في ذلك 27 فريقًا تأهل مباشرة، وثلاثة فرق تأهلت للمشاركة بسبب خسارة التأهل
لدوري أبطال آسيا للنخبة من الدور التمهيدي، وفريقان تأهلا من خلال فوزهم المرحلة التمهيدية.
| المنطقة     | المجموعات | وعاء 1           | وعاء 2       | وعاء 3            | وعاء 4        |
| ----------- | --------- | ---------------- | ------------ | ----------------- | ------------- |
| منطقة الغرب | أ–د       | سباهان أصفهان    | تراكتور سازي | الحسين إربد       | نادي الوحدات  |
| منطقة الغرب | أ–د       | شباب الأهلي      | الشارقة      | استقلال دوشنبه    | روشن كولاب    |
| منطقة الغرب | أ–د       | التعاون          | نسف قرشي     | موهون باغان       | ألتين أسير    |
| منطقة الغرب | أ–د       | الوكرة           | القوة الجوية | الخالدية          | نادي الكويت   |
|             |           |                  |              |                   |               |
| منطقة الشرق | هـ–ح      | بانكوك يونايتد   | نادي بورت    | لي مان            | إيسترن        |
| منطقة الشرق | هـ–ح      | سانفريس هيروشيما | سيدني        | كايا إلويلو       | سيبو          |
| منطقة الشرق | هـ–ح      | جونبك هيونداي    | سلانغور      | ليون سيتي سيلورز  | تامبينس روفرز |
| منطقة الشرق | هـ–ح      | جيجيانغ غرينتاون | نام دينه     | موانغتونغ يونايتد | برسيب         |

## نظام المسابقة
تلعب كل مجموعة بنظام الدوري المزدوج (ذهابًا وإيابًا). سيتأهل الفائز وصاحب المركز الثاني من كل مجموعة إلى دور الـ16 من مرحلة خروج المغلوب في دوري أبطال آسيا الثاني 2024-2025.

### كسر التعادل
تصنف الفرق وفقًا لمجموع للنقاط (3 نقاط للفوز، 1 نقطة للتعادل، 0 نقاط للخسارة). وفي حالة التعادل في النقاط، تطبق معايير كسر التعادل بالترتيب التالي (المادة 8.3 في اللائحة):
1. نقاط المباريات المباشرة بين الفرق المتعادلة؛
2. فارق الأهداف في المباريات المباشرة بين الفرق المتعادلة؛
3. الأهداف المسجلة في المباريات المباشرة بين الفرق المتعادلة؛

إذا كان هناك أكثر من فريق متعادل، وبعد تطبيق جميع معايير المواجهات المباشرة المذكورة أعلاه، ولا يزال هناك مجموعة من الفرق متعادلة، يتم إعادة تطبيق جميع معايير المواجهات المباشرة المذكورة أعلاه حصريًا على هذه المجموعة الفرعية من الفرق؛
1. فارق الأهداف في جميع مباريات المجموعة؛
2. الأهداف المسجلة في جميع مباريات المجموعة؛
3. ركلات الترجيح في حال تواجه الفريقان المتعادلان في الجولة الأخيرة من المجموعة؛
4. النقاط التأديبية (بطاقة صفراء = 1 نقطة، بطاقة حمراء نتيجة بطاقتين صفراوين = 3 نقاط، بطاقة حمراء مباشرة = 3 نقاط، بطاقة صفراء تليها بطاقة حمراء مباشرة = 4 نقاط)؛
5. بالقرعة.

## جدول المسابقة
جرى جدولة أيام المرحلة على النحو الآتي.
| الجولة         | منطقة الغرب       | منطقة الشرق       |
| -------------- | ----------------- | ----------------- |
| يوم المباراة 1 | 17–18 سبتمبر 2024 | 18–19 سبتمبر 2024 |
| يوم المباراة 2 | 01–02 أكتوبر 2024 | 02–03 أكتوبر 2024 |
| يوم المباراة 3 | 22–23 أكتوبر 2024 | 23–24 أكتوبر 2024 |
| يوم المباراة 4 | 05–06 نوفمبر 2024 | 06–07 نوفمبر 2024 |
| يوم المباراة 5 | 26–27 نوفمبر 2024 | 27–28 نوفمبر 2024 |
| يوم المباراة 6 | 03–04 ديسمبر 2024 | 04–05 ديسمبر 2024 |

## المجموعات

### منطقة الغرب

#### المجموعة أ
| م | الفريق      | لعب | ف | ت | خ | أ.له | أ.ع | أ.ف | نقاط | التأهل                      |  | TRA      | WAK      | RAV | AMB      |
| - | ----------- | --- | - | - | - | ---- | --- | --- | ---- | --------------------------- |  | -------- | -------- | --- | -------- |
| 1 | تراكتور     | 4   | 3 | 1 | 0 | 16   | 4   | +12 | 10   | تأهل إلى مرحلة خروج المغلوب |  | —        |          | 7–0 | 2 أكتوبر |
| 2 | الوكرة      | 4   | 1 | 1 | 2 | 4    | 8   | −4  | 4    | تأهل إلى مرحلة خروج المغلوب |  | 0–3      | —        | 0–2 | 6 نوفمبر |
| 3 | روشن كولاب  | 4   | 1 | 0 | 3 | 3    | 11  | −8  | 3    |                             |  | 1–3      | 0–1      | —   |          |
| 4 | موهون باغان | 0   | 0 | 0 | 0 | 0    | 0   | 0   | 0    | منسحب                       |  | 4 ديسمبر | 23أكتوبر | 0–0 | —        |

1. ↑  قرر الاتحاد الآسيوي اعتبار نادي موهون باغان الهندي منسحبًا من دوري أبطال آسيا، وذلك بعد أن فشل الفريق في الوفاء بالتزاماته بالمشاركة في المباريات. جاء هذا القرار بعد غياب الفريق عن مباراته المقررة ضد نادي تراكتور الإيراني في مدينة تبريز يوم 7 أكتوبر 2024.".[6]

| موهون باغان | 0 - 0 | روشن كولاب |
| ----------- | ----- | ---------- |
|             | تقرير |            |

| نادي الوكرة | 0 - 3 | تراكتور سازي                                           |
| ----------- | ----- | ------------------------------------------------------ |
|             | تقرير | - توميسلاف ستركالج 13' - مهدي ترابي 16' - حسین‌زاده 38' |

| روشن كولاب | 0 - 1 | نادي الوكرة     |
| ---------- | ----- | --------------- |
|            | تقرير | غيلسون دالا 45' |

| تراكتور سازي | ألغيت | موهون باغان |
| ------------ | ----- | ----------- |
|              |       |             |

| موهون باغان | ألغيت | نادي الوكرة |
| ----------- | ----- | ----------- |
|             |       |             |

| روشن كولاب           | 1 - 3 | تراكتور سازي                                    |
| -------------------- | ----- | ----------------------------------------------- |
| - ديفيد ماوتور 2+90' | تقرير | - أميرحسين زاده 26'، 32' - توميسلاف ستركالج 80' |

| تراكتور سازي                                                                                              | 7 - 0 | روشن كولاب |
| --- | ----- | ---------- |
| - خلمورود نزاروف 4' (هـ.ذ.) - سوكول تسيكالشي 14'، 25'، 27' - أميرحسين زاده 2+45'، 69' - ريكاردو ألفيس 49' | تقرير |            |

| نادي الوكرة | ألغيت | موهون باغان |
| ----------- | ----- | ----------- |
|             |       |             |

| روشن كولاب | ألغيت | موهون باغان |
| ---------- | ----- | ----------- |
|            |       |             |

| تراكتور سازي                                     | 3 - 3 | نادي الوكرة                                                 |
| ------------------------------------------------ | ----- | ----------------------------------------------------------- |
| - أميرحسين حسينزاده 45' - مهدي هاشمنجاد 75'، 87' | تقرير | - ريكاردو غوميش 4' - المهدي علي مختار 51' - غيلسون دالا 69' |

| موهون باغان | ألغيت | تراكتور سازي |
| ----------- | ----- | ------------ |
|             |       |              |

| نادي الوكرة | 0 - 2 | روشن كولاب                                 |
| ----------- | ----- | ------------------------------------------ |
|             | تقرير | - عزيزبيك خيتوف 55' - أميردجون سافاروف 81' |

#### المجموعة ب
| م | الفريق       | لعب | ف | ت | خ | أ.له | أ.ع | أ.ف | نقاط | التأهل                      |     | TAA | KHA | AFC | ALT |
| - | ------------ | --- | - | - | - | ---- | --- | --- | ---- | --------------------------- | --- | --- | --- | --- | --- |
| 1 | التعاون      | 6   | 5 | 0 | 1 | 13   | 6   | +7  | 15   | تأهل إلى مرحلة خروج المغلوب |     | —   | 2–1 | 1–2 | 2–1 |
| 2 | الخالدية     | 6   | 4 | 0 | 2 | 14   | 7   | +7  | 12   | تأهل إلى مرحلة خروج المغلوب |     | 2–3 | —   | 4–1 | 4–0 |
| 3 | القوة الجوية | 6   | 3 | 0 | 3 | 8    | 9   | −1  | 9    |                             |     | 0–1 | 1–2 | —   | 2–1 |
| 4 | ألتين أسير   | 6   | 0 | 0 | 6 | 2    | 15  | −13 | 0    |                             | 0–4 | 0–1 | 0–2 | —   |     |

| الخالدية                                | 2 - 3 | نادي التعاون                              |
| --------------------------------------- | ----- | ----------------------------------------- |
| - كميل الأسود 33' - مهدي عبد الجبار 79' | تقرير | - موسى بارو 1'، 29' - فلافيو ميدييروس 51' |

| القوة الجوية                          | 2 - 1 | ألتين أسير        |
| ------------------------------------- | ----- | ----------------- |
| - كارلوس سالازار 50' - هيران أحمد 88' | تقرير | - ميرات انايو 70' |

| ألتين أسير | 0 - 1 | الخالدية          |
| ---------- | ----- | ----------------- |
|            | تقرير | أسامة بلطرش 4+45' |

| نادي التعاون   | 1 - 2 | القوة الجوية                              |
| -------------- | ----- | ----------------------------------------- |
| جواو بيدرو 62' | تقرير | - أحمد أيزاياه 1+45' - سعد عبد الأمير 48' |

| نادي التعاون                        | 2 - 1 | ألتين أسير              |
| ----------------------------------- | ----- | ----------------------- |
| - جواو بيدرو 2+45' - سلطان مندش 47' | تقرير | - رحمن ميراتبيردييف 58' |

| القوة الجوية              | 1 - 2 | الخالدية                 |
| ------------------------- | ----- | ------------------------ |
| - علاء عباس 6+90' (ركلة.) | تقرير | - مهدي الحميدان 31'، 74' |

| ألتين أسير | 0 - 4 | نادي التعاون                                            |
| ---------- | ----- | ------------------------------------------------------- |
|            | تقرير | - موسى بارو 36'، 67' - سلطان مندش 40' - أحمد باحسين 88' |

| الخالدية                                       | 4 - 1 | القوة الجوية    |
| ---------------------------------------------- | ----- | --------------- |
| - كميل الأسود 4'، 56'، 90' - ضرغام إسماعيل 52' | تقرير | - علاء عباس 79' |

| ألتين أسير | 0 - 2 | القوة الجوية                                  |
| ---------- | ----- | --------------------------------------------- |
|            | تقرير | - سليم نورمورادوف 7' (هـ.ذ.) - هيران أحمد 31' |

| نادي التعاون                          | 2 - 1 | الخالدية          |
| ------------------------------------- | ----- | ----------------- |
| - عبد الفتاح آدم 31' - سلطان مندش 55' | تقرير | - كميل الأسود 39' |

| الخالدية                                           | 4 - 0 | ألتين أسير |
| -------------------------------------------------- | ----- | ---------- |
| - مهدي عبد الجبار 10' - أسامة بلاترش 47'، 54'، 89' | تقرير |            |

| القوة الجوية | 0 - 1 | نادي التعاون        |
| ------------ | ----- | ------------------- |
|              | تقرير | - أندريه جيروتو 48' |

#### المجموعة ج
| م | الفريق  | لعب | ف | ت | خ | أ.له | أ.ع | أ.ف | نقاط | التأهل                      |     | SHJ | WHD | SEP | IST |
| - | ------- | --- | - | - | - | ---- | --- | --- | ---- | --------------------------- | --- | --- | --- | --- | --- |
| 1 | الشارقة | 6   | 4 | 1 | 1 | 13   | 8   | +5  | 13   | تأهل إلى مرحلة خروج المغلوب |     | —   | 2–2 | 3–1 | 3–1 |
| 2 | الوحدات | 6   | 3 | 2 | 1 | 8    | 7   | +1  | 11   | تأهل إلى مرحلة خروج المغلوب |     | 1–3 | —   | 2–1 | 1–0 |
| 3 | سباهان  | 6   | 3 | 1 | 2 | 12   | 7   | +5  | 10   |                             |     | 3–1 | 1-1 | —   | 4–0 |
| 4 | استقلال | 6   | 0 | 0 | 6 | 1    | 12  | −11 | 0    |                             | 0–1 | 0–1 | 0–2 | —   |     |

| نادي الوحدات                        | 2 - 1 | سباهان أصفهان    |
| ----------------------------------- | ----- | ---------------- |
| - أوسينو جاي 22' - إبراهيم صبرة 55' | تقرير | - وحدت حنانوف 9' |

| استقلال دوشنبه | 0 - 1 | نادي الشارقة       |
| -------------- | ----- | ------------------ |
|                | تقرير | - فراس بالعربي 72' |

| سباهان أصفهان                                                  | 4 - 0 | استقلال دوشنبه |
| -------------------------------------------------------------- | ----- | -------------- |
| - أبو بكر كامارا 40' - جواد أغائيبور 43'، 46' - بريان دابو 76' | تقرير |                |

| نادي الشارقة                            | 2 - 2 | نادي الوحدات          |
| --------------------------------------- | ----- | --------------------- |
| - باكو ألكاسير 9' - داركو نيجاسميتش 66' | تقرير | - أوسينو جاي 28'، 62' |

| نادي الشارقة                                  | 3 - 1 | سباهان أصفهان      |
| --------------------------------------------- | ----- | ------------------ |
| - عثمان كامارا 26' - لوانزينهو 70' - كايو 90' | تقرير | - مهدي ليموتشي 51' |

| استقلال دوشنبه | 0 - 1 | نادي الوحدات    |
| -------------- | ----- | --------------- |
|                | تقرير | - بهاء فيصل 52' |

| سباهان أصفهان                                              | 3 - 1 | نادي الشارقة    |
| ---------------------------------------------------------- | ----- | --------------- |
| - محمد حزباوي 12' - آریا یوسفي 3+45' - جواد أغائيبور 1+90' | تقرير | - لوانزينهو 61' |

| نادي الوحدات     | 1 - 0 | استقلال دوشنبه |
| ---------------- | ----- | -------------- |
| - أوسينو جاي 77' | تقرير |                |

| نادي الشارقة                                                         | 3 - 1 | استقلال دوشنبه        |
| -------------------------------------------------------------------- | ----- | --------------------- |
| - لوانزينهو 21' - عثمان كامارا 30' - كايو لوكاس فرنانديز 58' (ركلة.) | تقرير | - إهسون بانيشانبي 24' |

| سباهان أصفهان      | 1 - 1 | نادي الوحدات              |
| ------------------ | ----- | ------------------------- |
| - ستيفن نزونزي 63' | تقرير | - فراس شلباية 44' (ركلة.) |

| نادي الوحدات       | 1 - 3 | نادي الشارقة                                   |
| ------------------ | ----- | ---------------------------------------------- |
| - دانيال عفانة 38' | تقرير | - كايو لوكاس فرنانديز 31' - لوانزينهو 47'، 67' |

| استقلال دوشنبه | 0 - 2 | سباهان أصفهان                                 |
| -------------- | ----- | --------------------------------------------- |
|                | تقرير | - محمد كريمي 55' (ركلة.) - أبو بكر كامارا 80' |

#### المجموعة د
| م | الفريق      | لعب | ف | ت | خ | أ.له | أ.ع | أ.ف | نقاط | التأهل                      |     | SAH | HUS | KSC | NAS |
| - | ----------- | --- | - | - | - | ---- | --- | --- | ---- | --------------------------- | --- | --- | --- | --- | --- |
| 1 | شباب الأهلي | 6   | 4 | 1 | 1 | 17   | 11  | +6  | 13   | تأهل إلى مرحلة خروج المغلوب |     | —   | 3–1 | 4–1 | 3–2 |
| 2 | الحسين      | 6   | 3 | 1 | 2 | 11   | 11  | 0   | 10   | تأهل إلى مرحلة خروج المغلوب |     | 2–3 | —   | 2–1 | 2–1 |
| 3 | الكويت      | 6   | 1 | 3 | 2 | 9    | 12  | −3  | 6    |                             |     | 3–3 | 2–2 | —   | 0–0 |
| 4 | نسف قرشي    | 6   | 1 | 1 | 4 | 7    | 10  | −3  | 4    |                             | 2–1 | 1–2 | 1–2 | —   |     |

| شباب الأهلي                                           | 3 - 1 | الحسين إربد           |
| ----------------------------------------------------- | ----- | --------------------- |
| - سعيد عزت اللهي 20' - سردار آزمون 45' - ماتيوساو 87' | تقرير | - عبد الله نصيب 5+90' |

| نادي الكويت | 0 - 0 | نسف قرشي |
| ----------- | ----- | -------- |
|             | تقرير |          |

| نسف قرشي                 | 2 - 1 | شباب الأهلي  |
| ------------------------ | ----- | ------------ |
| زوران ماروسيك 83'، 2+90' | تقرير | ماتيوساو 19' |

| الحسين إربد                                 | 2 - 1 | نادي الكويت   |
| ------------------------------------------- | ----- | ------------- |
| - عبدالعزيز إنداي 32' - عارف الحاج محمد 74' | تقرير | محمد مرهون 6' |

| شباب الأهلي                                                                | 4 - 1 | نادي الكويت     |
| -------------------------------------------------------------------------- | ----- | --------------- |
| - مؤنس دبور 9' - ماتيوساو 3+45' (ركلة.) - حارب عبد الله 61' - عيد خميس 65' | تقرير | - يوسف ناصر 85' |

| الحسين إربد                  | 2 - 1 | نسف قرشي                |
| ---------------------------- | ----- | ----------------------- |
| - عارف الحاج محمد 87'، 1+90' | تقرير | - فيكتور دا سيلفا 5+90' |

| نسف قرشي            | 1 - 2 | الحسين إربد               |
| ------------------- | ----- | ------------------------- |
| - شرف موخیدینوف 23' | تقرير | - رزق بني هاني 31'، 3+45' |

| نادي الكويت                                             | 3 - 3 | شباب الأهلي                                                          |
| ------------------------------------------------------- | ----- | -------------------------------------------------------------------- |
| - أرسين زولا 38' - محمد مرهون 42' - عمرو عبد الفتاح 71' | تقرير | - فيديريكو كارتابيا 34' - غويليرمي بالا 68' - لوكا ميليفويفيتش 1+90' |

| نسف قرشي            | 1 - 2 | نادي الكويت                                    |
| ------------------- | ----- | ---------------------------------------------- |
| - زوران ماروسيك 43' | تقرير | - يحيى جبران 47' (ركلة.) - عمرو عبد الفتاح 55' |

| الحسين إربد                            | 2 - 3 | شباب الأهلي                                     |
| -------------------------------------- | ----- | ----------------------------------------------- |
| - يوسف أبو جلبوش 5' - محمود المرضي 15' | تقرير | - سردار أزمون 42' - رينان 87' - مؤنس دبور 1+90' |

| شباب الأهلي                           | 3 - 2 | نسف قرشي                                |
| ------------------------------------- | ----- | --------------------------------------- |
| - ماتيوساو 23' - سردار آزمون 32'، 34' | تقرير | - أكمل موزجوفوي 30' - زوران ماروسيك 45' |

| نادي الكويت                                | 2 - 2 | الحسين إربد                                 |
| ------------------------------------------ | ----- | ------------------------------------------- |
| - طه ياسين الخنيسي 56' - خالد الخرقاوي 89' | تقرير | - إحسان حداد 23' - علي بور دارا 66' (هـ.ذ.) |

### منطقة الشرق

#### المجموعة هـ
| م | الفريق           | لعب | ف | ت | خ | أ.له | أ.ع | أ.ف | نقاط | التأهل                      |     | SFR | SYD | KAY | ELL |
| - | ---------------- | --- | - | - | - | ---- | --- | --- | ---- | --------------------------- | --- | --- | --- | --- | --- |
| 1 | سانفريس هيروشيما | 6   | 5 | 1 | 0 | 14   | 5   | +9  | 16   | تأهل إلى مرحلة خروج المغلوب |     | —   | 2–1 | 3–0 | 4–1 |
| 2 | سيدني إف سي      | 6   | 4 | 0 | 2 | 17   | 6   | +11 | 12   | تأهل إلى مرحلة خروج المغلوب |     | 0–1 | —   | 3–1 | 5–0 |
| 3 | كايا إيلويلو     | 6   | 1 | 1 | 4 | 6    | 14  | −8  | 4    |                             |     | 1–1 | 1–4 | —   | 1–2 |
| 4 | إيسترن           | 6   | 1 | 0 | 5 | 7    | 19  | −12 | 3    |                             | 2–3 | 1–4 | 1–2 | —   |     |

| سانفريس هيروشيما                                            | 3 - 0 | كايا إلويلو |
| ----------------------------------------------------------- | ----- | ----------- |
| - دوغلاس فييرا 37' - غونسالو باسينسيا 54' - أوسامو كابا 64' | تقرير |             |

| سيدني                                                                                            | 5 - 0 | إيسترن |
| ------------------------------------------------------------------------------------------------ | ----- | ------ |
| - أنس وهيم 32'، 55' - رايان غرانت 44' - دانيال المازان 64' (هـ.ذ.) - ليونغ تشان بونغ 71' (هـ.ذ.) | تقرير |        |

| كايا إلويلو      | 1 - 4 | سيدني                                                            |
| ---------------- | ----- | ---------------------------------------------------------------- |
| دإيز هوريكوشي 3' | تقرير | - جو لولي 26' - باتريك كليمالا 59'، 63' - ناثان أماناتيديس 5+90' |

| إيسترن                             | 2 - 3 | سانفريس هيروشيما                                                  |
| ---------------------------------- | ----- | ----------------------------------------------------------------- |
| - دانيال المازان 7' - نوح بافو 46' | تقرير | - هيرويا ماتسوموتو 40' - يوتارو ناكاجيما 41' - هاياتو أراكي 5+90' |

| سانفريس هيروشيما                        | 2 - 1 | سيدني               |
| --------------------------------------- | ----- | ------------------- |
| - شونكي هيغاشي 20' - بييروس سوتيريو 55' | تقرير | - أدريان سيجسيك 90' |

| كايا إلويلو                    | 1 - 2 | إيسترن                             |
| ------------------------------ | ----- | ---------------------------------- |
| - كايشو يامازاكي 2+45' (ركلة.) | تقرير | - ماركوس غوندرا 28' - نوح بافو 78' |

| سيدني | 0 - 1 | سانفريس هيروشيما  |
| ----- | ----- | ----------------- |
|       | تقرير | - مستسكي كاتو 60' |

| إيسترن              | 1 - 2 | كايا إلويلو                                           |
| ------------------- | ----- | ----------------------------------------------------- |
| - ماركوس غوندرا 70' | تقرير | - دإيز هوريكوشي 32' (ركلة.) - روبرت لوبيز 86' (ركلة.) |

| إيسترن          | 1 - 4 | سيدني                                                                                |
| --------------- | ----- | ------------------------------------------------------------------------------------ |
| - نواه بافو 49' | تقرير | - أنس وهيم 5'، 1+45'، 62' (ركلة.) - باتريك كليمالا 17' - يوتارو ناكاجيما 62' (ركلة.) |

| كايا إلويلو       | 1 - 1 | سانفريس هيروشيما |
| ----------------- | ----- | ---------------- |
| - شوتو كوماكي 18' | تقرير | - أرين اينو 68'  |

| سانفريس هيروشيما                                                                        | 4 - 1 | إيسترن        |
| --------------------------------------------------------------------------------------- | ----- | ------------- |
| - توشيهيرو أوياما 36' - غونسالو باسينسيا 53' - يوتارو ناكاجيما 57' - بييروس سوتيريو 73' | تقرير | - نغ يوهي 10' |

| سيدني                                                         | 3 - 1 | كايا إلويلو             |
| ------------------------------------------------------------- | ----- | ----------------------- |
| - أدريان سيجيسيك 38' - باتريك وود 2+45' - جيدين كوتشارسكي 75' | تقرير | - روبرت لوبيز ميندي 85' |

#### المجموعة و
| م | الفريق    | لعب | ف | ت | خ | أ.له | أ.ع | أ.ف | نقاط | التأهل                      |     | SGP | POR | ZHP | PSB |
| - | --------- | --- | - | - | - | ---- | --- | --- | ---- | --------------------------- | --- | --- | --- | --- | --- |
| 1 | ليون سيتي | 6   | 3 | 1 | 2 | 15   | 11  | +4  | 10   | تأهل إلى مرحلة خروج المغلوب |     | —   | 5–2 | 2–0 | 2–3 |
| 2 | بورت      | 6   | 3 | 1 | 2 | 9    | 11  | −2  | 10   | تأهل إلى مرحلة خروج المغلوب |     | 1–3 | —   | 1–0 | 2-1 |
| 3 | جيجيانغ   | 6   | 3 | 0 | 3 | 10   | 10  | 0   | 9    |                             |     | 4–2 | 1–2 | —   | 1–0 |
| 4 | برسيب     | 6   | 1 | 2 | 3 | 9    | 11  | −2  | 5    |                             | 1–1 | 0–1 | 3–4 | —   |     |

| برسيب | 0 - 1 | نادي بورت        |
| ----- | ----- | ---------------- |
|       | تقرير | - ويلين موتا 89' |

| ليون سيتي سيلورز                      | 2 - 0 | جيجيانغ غرينتاون |
| ------------------------------------- | ----- | ---------------- |
| - حارس هارون 44' - ماكسيم ليستيين 79' | تقرير |                  |

| جيجيانغ غرينتاون | 1 - 0 | برسيب |
| ---------------- | ----- | ----- |
| - جيان كواسي 71' | تقرير |       |

| نادي بورت           | 1 - 0 | جيجيانغ غرينتاون |
| ------------------- | ----- | ---------------- |
| - فيليبي أموريم 69' | تقرير |                  |

| برسيب       | 1 - 1 | ليون سيتي سيلورز |
| ----------- | ----- | ---------------- |
| - تيرون 43' | تقرير | - بايلي رايت 49' |

| نادي بورت           | 1 - 3 | ليون سيتي سيلورز                         |
| ------------------- | ----- | ---------------------------------------- |
| - نوبورو شيمورا 55' | تقرير | - شوال أنور 14'، 17' - سونغ أوي يانغ 65' |

| ليون سيتي سيلورز                    | 2 - 3 | برسيب                                                    |
| ----------------------------------- | ----- | -------------------------------------------------------- |
| - شوال أنور 9' - ماكسيم ليستيين 23' | تقرير | - دافيد دا سيلفا 82' - ماتيو كوسيجان 3+90' - تيرون 5+90' |

| جيجيانغ غرينتاون        | 1 - 2 | نادي بورت                                 |
| ----------------------- | ----- | ----------------------------------------- |
| - فرانكو أندرياشفيتش 7' | تقرير | - لونسانا دومبويا 54' - فيليبي أموريم 90' |

| جيجيانغ غرينتاون                                                                            | 4 - 2 | ليون سيتي سيلورز                           |
| ------------------------------------------------------------------------------------------- | ----- | ------------------------------------------ |
| - فرانكو أندرياشفيتش 65' (ركلة.) - صن تشناو 69' - جيان إيفرار كواسي 86' - وانغ يودونغ 4+90' | تقرير | - توني داتكوفيتش 4+45' - سونغ أوي يانغ 62' |

| نادي بورت                                         | 2 - 2 | برسيب                                             |
| ------------------------------------------------- | ----- | ------------------------------------------------- |
| - ألفيس فيريرا 17' (ركلة.) - تيرون ديل بينو 5+90' | تقرير | - لونسانا دومبويا 18'، 31' - تيرون ديل بينو 5+90' |

| برسيب                                                                  | 3 - 4 | جيجيانغ غرينتاون                                           |
| ---------------------------------------------------------------------- | ----- | ---------------------------------------------------------- |
| - بيكهام بوترا 31' - دافيد دا سيلفا 70' - تيرون ديل بينو 5+90' (ركلة.) | تقرير | - فرانكو أندرياشفيتش 15'، 39' - جيان إيفرار كواسي 22'، 58' |

| ليون سيتي سيلورز                                                | 5 - 2 | نادي بورت                                     |
| --------------------------------------------------------------- | ----- | --------------------------------------------- |
| - سونغ أوي يانغ 1'، 36'، 67' - شوال أنور 71' - لينارت ثاي 9+90' | تقرير | - فيليبي دا سيلفا أموريم 50' - فرانس بطرس 52' |

#### المجموعة ز
| م | الفريق         | لعب | ف | ت | خ | أ.له | أ.ع | أ.ف | نقاط | التأهل                      |     | BNY | NDI | TAM | LMC |
| - | -------------- | --- | - | - | - | ---- | --- | --- | ---- | --------------------------- | --- | --- | --- | --- | --- |
| 1 | بانكوك يونايتد | 6   | 4 | 1 | 1 | 12   | 6   | +6  | 13   | تأهل إلى مرحلة خروج المغلوب |     | —   | 3–2 | 4–2 | 4-1 |
| 2 | نام دينه       | 6   | 3 | 2 | 1 | 13   | 8   | +5  | 11   | تأهل إلى مرحلة خروج المغلوب |     | 0–0 | —   | 3-2 | 3–0 |
| 3 | تامبينس روفرز  | 6   | 2 | 2 | 2 | 11   | 11  | 0   | 8    |                             |     | 1–0 | 3-3 | —   | 3–1 |
| 4 | لي مان         | 6   | 0 | 1 | 5 | 2    | 13  | −11 | 1    |                             | 0–2 | 0–2 | 0–0 | —   |     |

| لي مان | 0 - 2 | نام دينه                                            |
| ------ | ----- | --------------------------------------------------- |
|        | تقرير | - رافاييلسون بيزيرا فيرنانديز 27' - لوكاس سيلفا 73' |

| بانكوك يونايتد                                                        | 4 - 2 | تامبينس روفرز         |
| --------------------------------------------------------------------- | ----- | --------------------- |
| - محسن الغساني 3+45'، 63' - ريتشاريو زيفكوفيتش 77' - باسل جرادي 5+90' | تقرير | - سيا كونوري 53'، 72' |

| نام دينه | 0 - 0 | بانكوك يونايتد |
| -------- | ----- | -------------- |
|          | تقرير |                |

| تامبينس روفرز                                                    | 3 - 1 | لي مان         |
| ---------------------------------------------------------------- | ----- | -------------- |
| - بوريس كوبيتوفيك 4+45' (ركلة.) - فارس رملي 65' - سيا كونوري 75' | تقرير | لي نغاي هوي 4' |

| لي مان | 0 - 1 | بانكوك يونايتد   |
| ------ | ----- | ---------------- |
|        | تقرير | - باسل جرادي 28' |

| تامبينس روفرز                                          | 3 - 3 | نام دينه                                                                 |
| ------------------------------------------------------ | ----- | ------------------------------------------------------------------------ |
| - شاه شاهيران 12' - سيا كونوري 24' - شويا ياماشيتا 62' | تقرير | - رافاييلسون بيزيرا فيرنانديز 32' - جوزيف مباندي 42' - نغوين توان آن 76' |

| نام دينه                                                | 3 - 2 | تامبينس روفرز                       |
| ------------------------------------------------------- | ----- | ----------------------------------- |
| - كايو سيزار 57' - جوزيف مباندي 80' - لوكاس ألفيس 6+90' | تقرير | - اميرال عازمي 38' - سيا كونوري 48' |

| بانكوك يونايتد                                                                | 4 - 1 | لي مان                |
| ----------------------------------------------------------------------------- | ----- | --------------------- |
| - ريتشاريو زيفكوفيتش 67'، 3+90' - وانتشاي جارونونجكران 73' - محسن الغساني 78' | تقرير | - إيفرتون كامارغو 41' |

| نام دينه                                                                                | 3 - 0 | لي مان |
| --------------------------------------------------------------------------------------- | ----- | ------ |
| - لوكاس دا سيلفا دي جيسوس 11' - فان فو تو 29' - رافاييلسون بيزيرا فيرنانديز 43' (ركلة.) | تقرير |        |

| تامبينس روفرز    | 1 - 0 | بانكوك يونايتد |
| ---------------- | ----- | -------------- |
| - سيا كونوري 61' | تقرير |                |

| لي مان | 0 - 0 | تامبينس روفرز |
| ------ | ----- | ------------- |
|        | تقرير |               |

| بانكوك يونايتد                                                  | 3 - 2 | نام دينه                                                        |
| --------------------------------------------------------------- | ----- | --------------------------------------------------------------- |
| - لوكا أدزيتش 35' - محسن الغساني 2+45' (ركلة.) - باسل جرادي 83' | تقرير | - رافاييلسون بيزيرا فيرنانديز 29'، 89' (ركلة.) - باسل جرادي 83' |

#### المجموعة ح
| م | الفريق               | لعب | ف | ت | خ | أ.له | أ.ع | أ.ف | نقاط | التأهل                      |     | JBH | MTU | SEL | DHC |
| - | -------------------- | --- | - | - | - | ---- | --- | --- | ---- | --------------------------- | --- | --- | --- | --- | --- |
| 1 | جونبك هيونداي موتورز | 6   | 4 | 0 | 2 | 16   | 4   | +12 | 12   | تأهل إلى مرحلة خروج المغلوب |     | —   | 4–1 | 1-0 | 4-0 |
| 2 | موانغتونغ            | 6   | 3 | 2 | 1 | 16   | 10  | +6  | 11   | تأهل إلى مرحلة خروج المغلوب |     | 1–0 | —   | 1–1 | 2–2 |
| 3 | سلاغور               | 6   | 3 | 1 | 2 | 9    | 5   | +4  | 10   |                             |     | 2–1 | 1–2 | —   | 1–0 |
| 4 | سيبو                 | 6   | 0 | 1 | 5 | 4    | 26  | −22 | 1    |                             | 0–6 | 9-2 | 0–4 | —   |     |

| موانغتونغ يونايتد       | 1 - 1 | سلانغور             |
| ----------------------- | ----- | ------------------- |
| - بوراتشيت ثودسانيد 54' | تقرير | - روني فرنانديز 47' |

| سيبو | 0 - 6 | جونبك هيونداي |
| ---- | ----- | --- |
|      | تقرير | - تاي هو جين 15' - كيم شانق هيون 36' - مون سيون مين 1+45' - جاي يونغ بارَك 49' - جي هو يو 74' - تشاي جون بارك 77' |

| جونبك هيونداي                                              | 4 - 1 | موانغتونغ يونايتد     |
| ---------------------------------------------------------- | ----- | --------------------- |
| - مون سيون مين 50'، 59' - لي يونغ جاي 55' - تاي هو جين 84' | تقرير | - سوراويت بانثونغ 66' |

| سلانغور                | 1 - 0 | سيبو |
| ---------------------- | ----- | ---- |
| - يوهاندري أوروزكو 10' | تقرير |      |

| سلانغور                         | 2 - 1 | جونبك هيونداي        |
| ------------------------------- | ----- | -------------------- |
| - حارث هيكل 31' - علي علوان 33' | تقرير | - كوون تشانغ هون 40' |

| موانغتونغ يونايتد                    | 2 - 2 | سيبو                                   |
| ------------------------------------ | ----- | -------------------------------------- |
| - فيليشيو فوربس 53' - إميل روباك 79' | تقرير | - رينو غوتييه 16' - رينتارو هاما 3+90' |

| سيبو                      | 2 - 9 | موانغتونغ يونايتد |
| ------------------------- | ----- | --- |
| - جويثو ميجالاند 20'، 23' | تقرير | - فيليشيو فوربس 7'، 2+45' - بوراميت أرجفيراي 13'، 5+45'، 51' - كاكانا خاميوك 37'، 39' - بوراتشيت ثودسانيد 65' - سونغوت كريكروان 82' |

| جونبك هيونداي      | 1 - 0 | سلانغور |
| ------------------ | ----- | ------- |
| - تياجو أوروبو 22' | تقرير |         |

| جونبك هيونداي                                                                       | 4 - 0 | سيبو |
| ----------------------------------------------------------------------------------- | ----- | ---- |
| - لي سيونغ وو 6' (ركلة.) - بيونج كوان جيون 29' - سي جين جيون 52' - سونغ مين كيو 73' | تقرير |      |

| سلانغور          | 1 - 2 | موانغتونغ يونايتد                                |
| ---------------- | ----- | ------------------------------------------------ |
| - كوينتن تشنغ 5' | تقرير | - فيليشيو براون فوربس 53' - بوراميت أرجفيراي 76' |

| سيبو | 0 - 4 | سلانغور                                                       |
| ---- | ----- | ------------------------------------------------------------- |
|      | تقرير | - يوهاندري أوروزكو 44'، 48' - نووا لين 57' - آلفين فورتيس 79' |

| موانغتونغ يونايتد       | 1 - 0 | جونبك هيونداي |
| ----------------------- | ----- | ------------- |
| بوراتشيت تودسانيت 1+45' | تقرير |               |